# Сломер
Сло́мер (болг. Сломер) — село у Великотирновській області Болгарії. Входить до складу общини Павликени.

## Населення
За даними перепису населення 2011 року у селі проживали 410 осіб, з них 396 осіб (99,5%) — болгари.
Розподіл населення за віком у 2011 році:
Динаміка населення: